# Subhalagnam
Subhalagnam es una película telugu de 1994 producida por K. Venkateswara Rao bajo el bandera de Sri Priyanka Pictures, presentada por C. Aswini Dutt y dirigida por SV Krishna Reddy . Está protagonizada por Jagapati Babu, Aamani y Roja en los papeles principales y la música compuesta por S.V. Krishna Reddy. La película fue grabada como un éxito de taquilla. 
La película ganó dos Premios Filmfare. Esta película fue rehecha en tamil como Irattai Roja, con Ramki, en kannada como Ganga Yamuna, con Shivrajkumar, en hindi como Judaai, con Anil Kapoor y Sridevi y también más tarde en malayalam como Sundara Purushan, con Suresh Gopi.

## Trama
Radha (Aamani) se casa con Madhu (Jagapati Babu),  un ingeniero civil. Ella cree que él es rico, pero resulta que Madhu es de clase media y quiere llevar una vida sencilla. Esto enfurece a Radha, ya que su sueño es ser rica y adinerada. Ni siquiera el nacimiento de dos niños la cambia. Mientras tanto, Latha (Roja), una joven, que es la hija del jefe de Madhu (Subbaraya Sharma) regresa de Londres. Se enamora de Madhu y le pide que se case con ella sin saber que Madhu está casada y tiene dos hijos. Madhu rechaza su propuesta de que ella es tonta, ya que él ya estaba casado. Cuando Latha conoce a Radha, le ofrece un crore de rupias a cambio del matrimonio con Madhu. Radha acepta y comienza a presionar a Madhu para que se vuelva a casar. Madhu está de acuerdo con el corazón apesadumbrado mientras que Radha amenaza con suicidarse. Pero Madhu también comienza a enamorarse de Latha. Radha se da cuenta de que la dejaron fuera. Lentamente se da cuenta de su error y quiere recuperar a Madhu. Por otro lado, Madhu decide ir a Londres con Latha. Los hijos de Radha tampoco quieren vivir con Radha y ambos deciden irse con Latha y Madhu. Radha aprende la importancia de la familia y viene al aeropuerto para darles una triste despedida. Sin embargo, Latha decide volver a Londres sola y revela que está embarazada. La película termina cuando Latha se va y le devuelve a Radha su familia. 

## Reparto
- Jagapati Babu como Madhu.
- Aamani como Radha.
- Roja como Lata.
- Kota Srinivasa Rao como Bangarayah.
- Brahmanandam como el yerno de A.V.S.
- Ali como Raja.
- Tanikella Bharani como el Doctor.
- A. V. S. como dueño de la casa de Madhu.
- Subbaraya Sharma como el padre de Lata.
- Gundu Hanumantha Rao como Compounder.
- Ananth como PA de Soundarya.
- Manto4:ttala Sriramachandra Murth.
- Soundarya como ella misma.
- Suhasini como Meena.
- Annapoorna como la madre de Radha.
- Sri Lakshmi como la esposa y la hija de A.V.S. (Doble papel)

## Banda sonora
| Subhalagnam                                     | Subhalagnam         | Subhalagnam         |
| ----------------------------------------------- | ------------------- | ------------------- |
| Álbum de la banda sonora de S. V. Krishna Reddy |                     |                     |
| Lanzado                                         | 1994                | 1994                |
| Género                                          | Banda Sonora        | Banda Sonora        |
| Duración                                        | 22:03               | 22:03               |
| Discografía                                     | Magna Sound         | Magna Sound         |
| Productor                                       | S. V. Krishna Reddy | S. V. Krishna Reddy |
| S. V. Krishna Reddy cronología                  |                     |                     |
| Number One (1994)                               | Subhalagnam (1994)  | Yamaleela (1994)    |

Música compuesta por S.V. Krishna Reddy . Todas las canciones son éxitos de taquilla. Música lanzada en Magna Sound Audio Company. 
| N.º             | Título                      | Letra                             | Cantante(s)     | Duración |
| --------------- | --------------------------- | --------------------------------- | --------------- | -------- |
| 1.              | "Poruginti Mangala Gowri"   | Jonnavithhula                     | SP Balu, Chitra | 4:33     |
| 2.              | "Allukupove Ose Malleteega" | Jonnavithhula                     | SP Balu, Chitra | 4:31     |
| 3.              | "Ghallu Ghallu Gajja"       | Guduru Viswanatha Sastry          | SP Balu, Chitra | 4:08     |
| 4.              | "Allari Mudduki"            | Jonnavithhula                     | SP Balu, Chitra | 4:18     |
| 5.              | "Chiluka Ye Toduleka"       | Sirivennela Sitaramasastri Sastry | SP Balu         | 4:33     |
| Duración total: | Duración total:             | Duración total:                   | Duración total: | 22:03    |

## Premios
Premios Filmfare 1994
- Mejor director : SV Krishna Reddy
- Mejor actriz - Aamani

Premios Nandi 1994
- Mejor largometraje (Plata)
- Mejor comediante masculino : AVS
- Mejor letrista - Sirivennela Sitaramasastri - "Chilaka E Todu Leka" [2]